# 约瑟夫·特劳西莱克
约瑟夫·特劳西莱克（捷克語：Josef Trousílek，1918年3月16日—1990年10月10日），生于布拉格，捷克男子冰球运动员。他曾代表捷克斯洛伐克国家队参加1948年冬季奥林匹克运动会冰球比赛，获得一枚银牌。